# Etzaz Hussain
Etzaz Muzafar Hussain, más conocido como Etzaz Hussain, (Oslo, 27 de enero de 1993) es un futbolista noruego que juega de centrocampista en el Odds BK de la Eliteserien.

## Selección nacional
Hussain fue internacional sub-16, sub-17, sub-18, sub-19, sub-21 y sub-23 con la selección de fútbol de Noruega.

## Clubes
| Club             | País    | Año       |
| ---------------- | ------- | --------- |
| Fredrikstad FK   | Noruega | 2011-2012 |
| Molde FK         | Noruega | 2012-2015 |
| Sivasspor        | Turquía | 2016      |
| NK Rudeš         | Croacia | 2016      |
| Molde FK         | Noruega | 2017-2022 |
| Odds BK (cedido) | Noruega | 2017      |
| Apollon Limassol | Chipre  | 2023-2024 |
| Odds BK          | Noruega | 2024-     |

## Palmarés

### Títulos nacionales
| Título          | Club     | País    | Año  |
| --------------- | -------- | ------- | ---- |
| Tippeligaen     | Molde FK | Noruega | 2012 |
| Copa de Noruega | Molde FK | Noruega | 2013 |
| Tippeligaen     | Molde FK | Noruega | 2014 |
| Copa de Noruega | Molde FK | Noruega | 2014 |
| Eliteserien     | Molde FK | Noruega | 2019 |
| Copa de Noruega | Molde FK | Noruega | 2021 |
| Eliteserien     | Molde FK | Noruega | 2022 |